# Böhmischbruck
Böhmischbruck ist ein Pfarrdorf in der nördlichen Oberpfalz. Es liegt im Vorderen Oberpfälzer Wald im Tal der Pfreimd, etwa sechs Kilometer südlich der Stadt Vohenstrauß, deren Gemeindeteil Böhmischbruck seit 1972 ist.

## Geschichte
Ortsnamen weisen darauf hin, dass das Tal der Pfreimd erstmals im 9. Jahrhundert von Slawen besiedelt wurde.
Die Ortsgründung geht vermutlich auf Ministerialen der Grafen von Ortenburg zurück, die im 13. Jahrhundert an dieser Stelle eine Brücke über die Pfreimd errichten ließen.
Erstmals erwähnt wurde Böhmischbruck („locus pons Boemorum“) 1250 in einer Schenkungsurkunde für das Kloster Sankt Emmeram in Regensburg. 1299 gründeten Benediktiner in dem Ort ein Kloster, aus dem wenig später die Propstei Böhmischbruck hervorging. Die Lage am linken Ufer der Pfreimd diente früh einer vorindustriellen Nutzung der Wasserkraft. Ein Hammerwerk ist seit 1362 nachgewiesen. 1431 wurde der Ort von Hussiten verwüstet, am 5. Mai 1562 zerstörte ein Brand Propstei, Kirche und Pfarrhof.
1830 wurden die bis dahin selbständigen Gemeinden Altentreswitz (mit den Ortsteilen Grünhammer und Wastlmühle) und Kößing (mit dem Ortsteil Linglmühle) nach Böhmischbruck eingemeindet. Spätestens 1885 kam noch der Ortsteil Goldbachschleife dazu. Im Zuge der Gemeindegebietsreform in Bayern verlor Böhmischbruck am 1. Juli 1972 den Status einer selbständigen Gemeinde und ist seither ein Ortsteil der Stadt Vohenstrauß.

## Verkehr
In Böhmischbruck treffen sich die Kreisstraßen NEW 40, die die Pfreimd quert, die NEW 38 und die NEW 35.

### Einwohnerentwicklung
| Jahr | Einwohner | Gebäude |
| ---- | --------- | ------- |
| 1871 | 312       | 62      |
| 1885 | 112       | 16      |
| 1900 | 289       | 22      |
| 1928 | 239       | 21      |
| 1950 | 311       | 39      |

| Jahr | Einwohner | Gebäude |
| ---- | --------- | ------- |
| 1961 | 204       | 44      |
| 1970 | 202       | k. A.   |
| 1987 | 168       | 52      |
| 2011 | 240       | k. A.   |

## Sehenswürdigkeiten
Das Ortsbild wird geprägt von der katholischen Pfarrkirche Mariä Himmelfahrt aus dem 18. Jahrhundert. Ebenfalls denkmalgeschützt ist der zur Pfarrei gehörende Pfarrhof an der Südseite der Kirche.
Charakteristisch sind auch die zahlreichen Wegkreuze in der Umgebung des Ortes, die insbesondere im 18. und 19. Jahrhundert entstanden und Zeugnis von der allgemeinen Volksfrömmigkeit geben.

## Bildergalerie

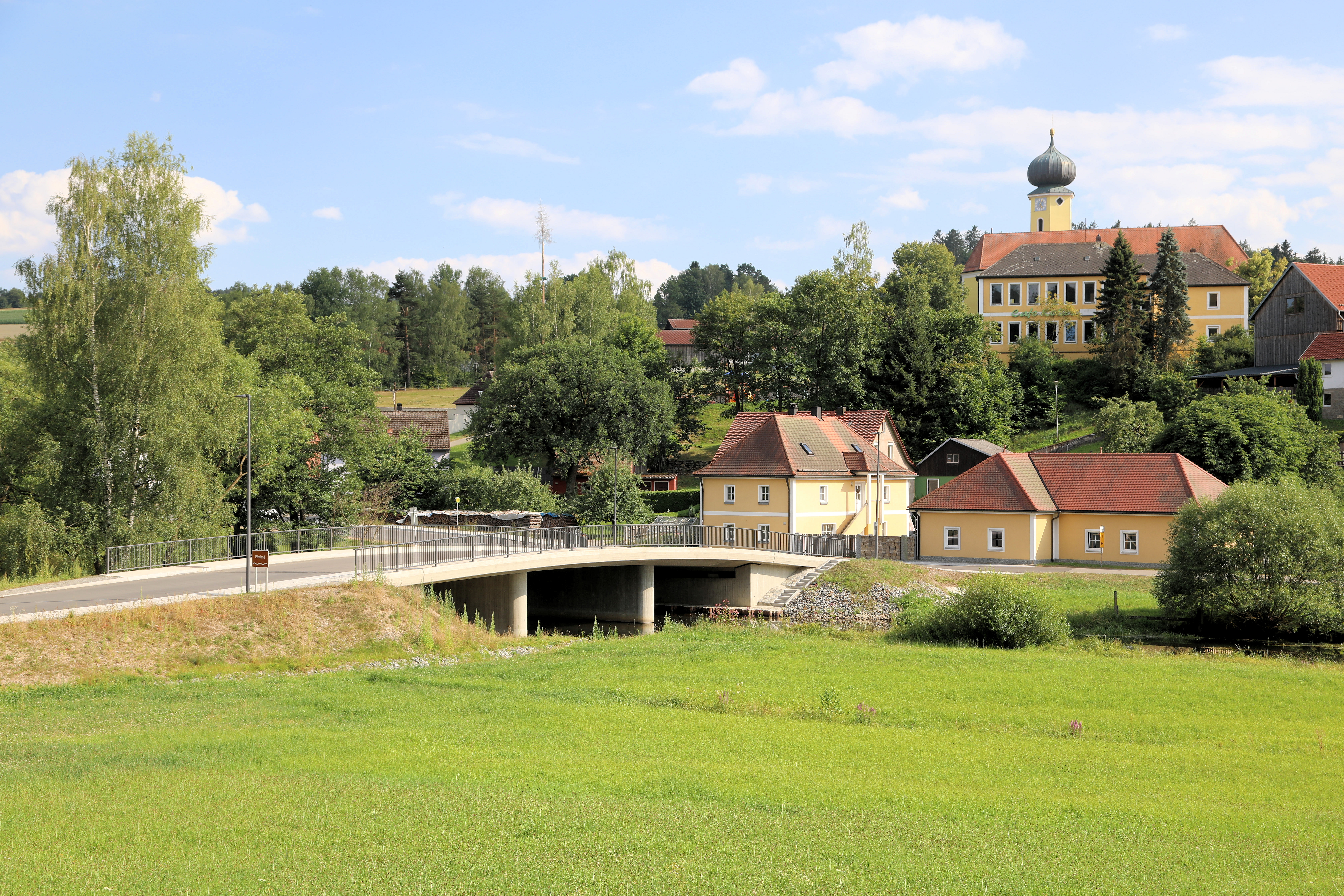
Neue Pfreimdbrücke
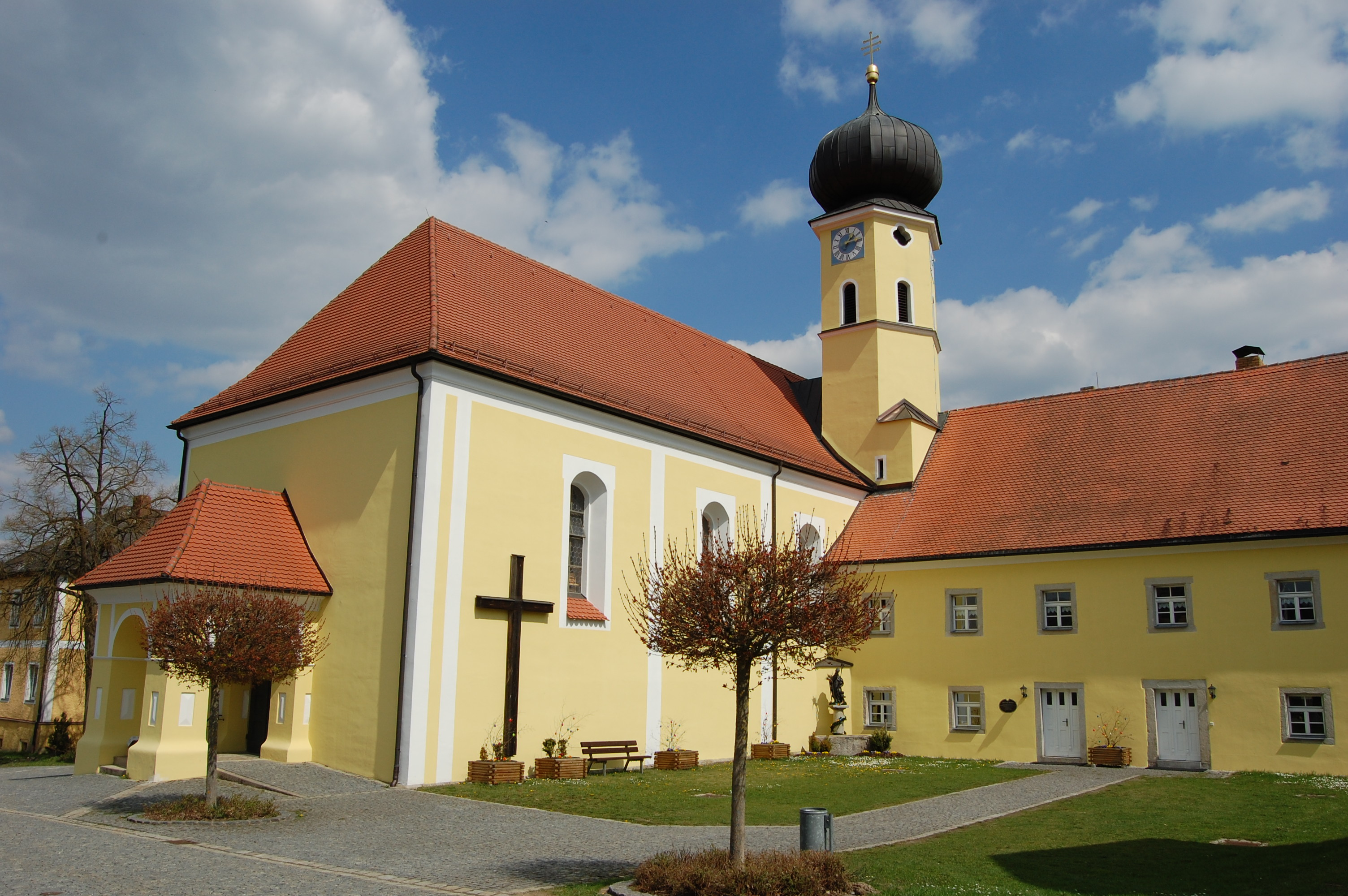
Kirche und Pfarrhof
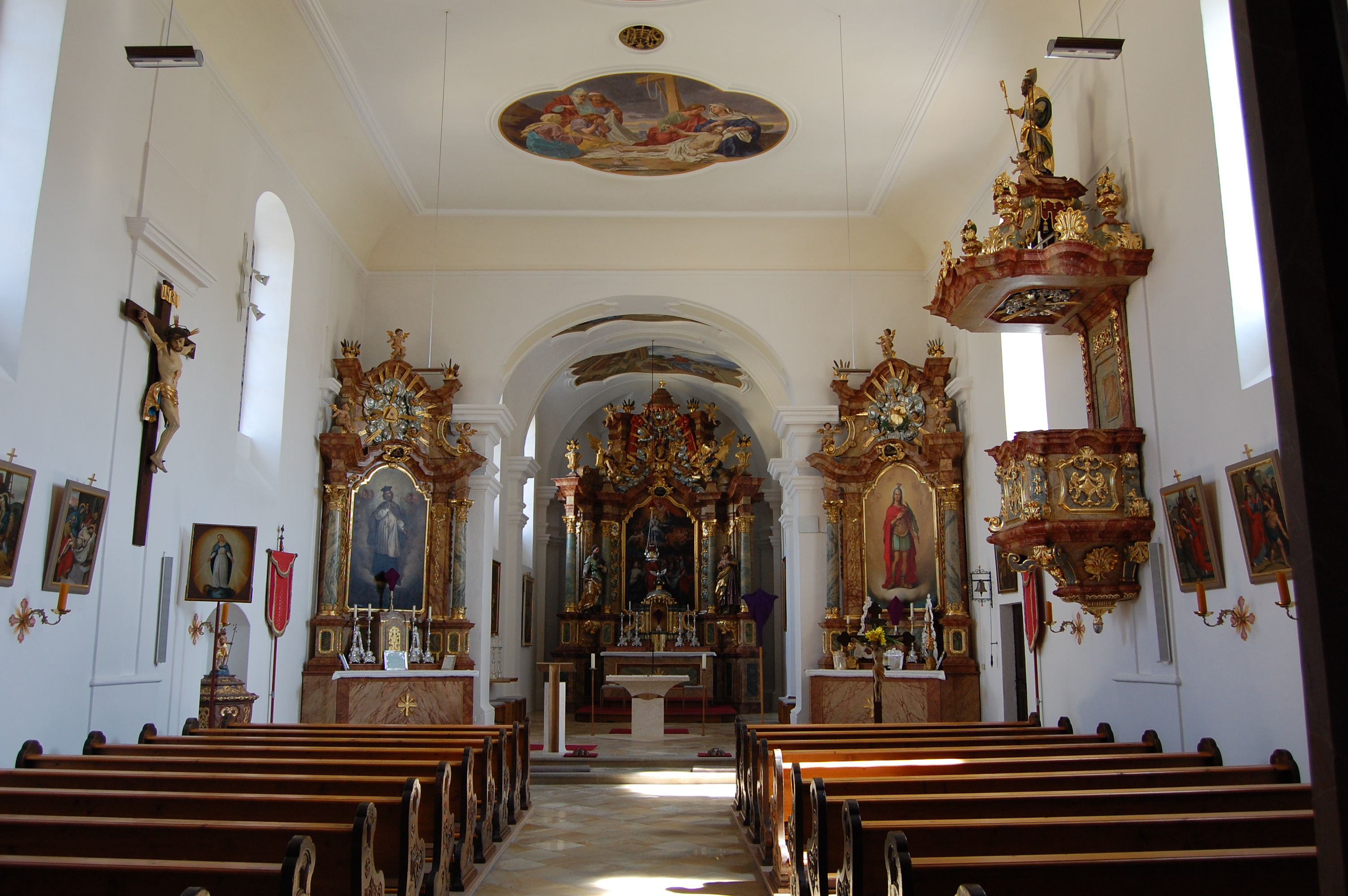
Pfarrkirche (Innenansicht)
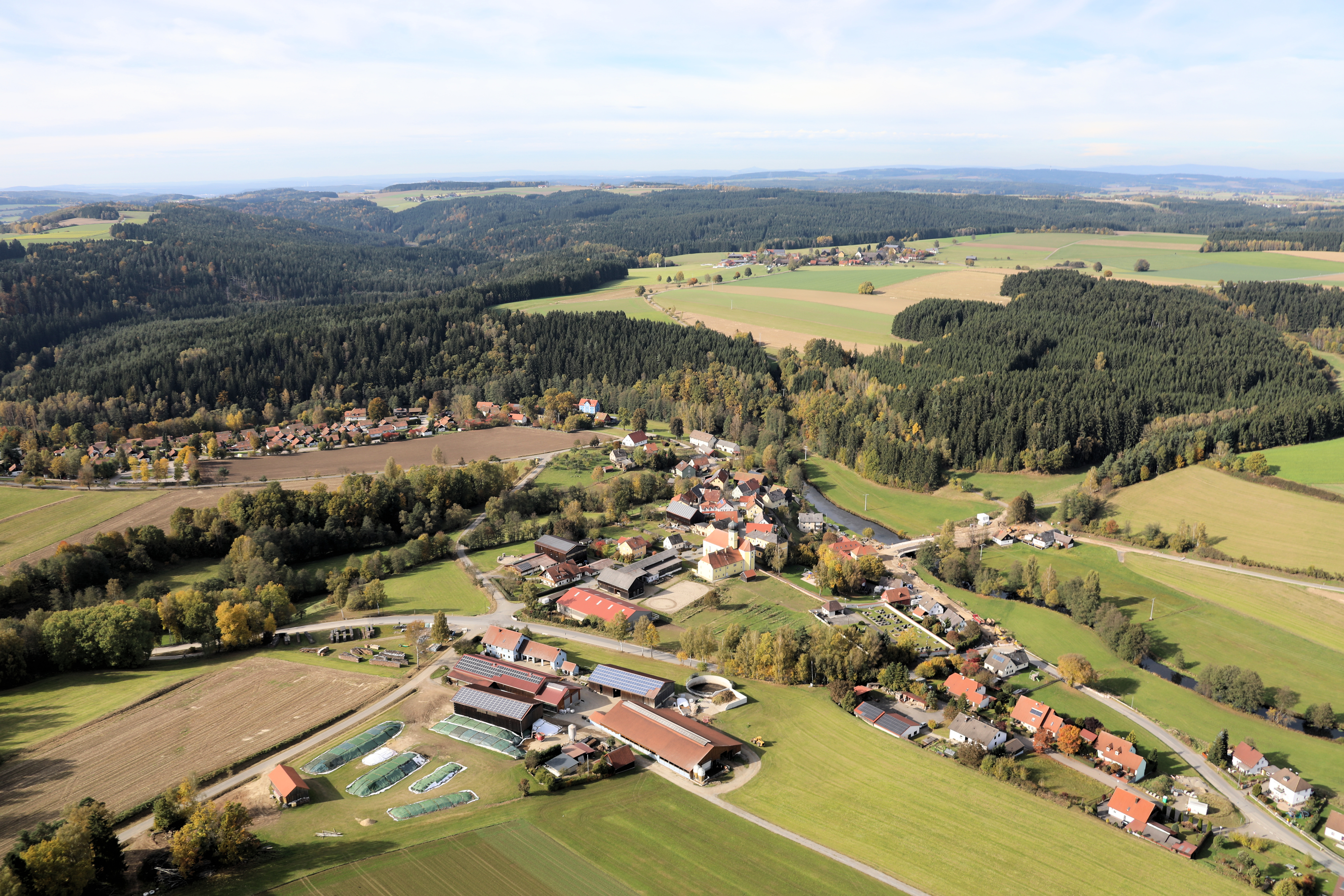
Böhmischbruck (2021)
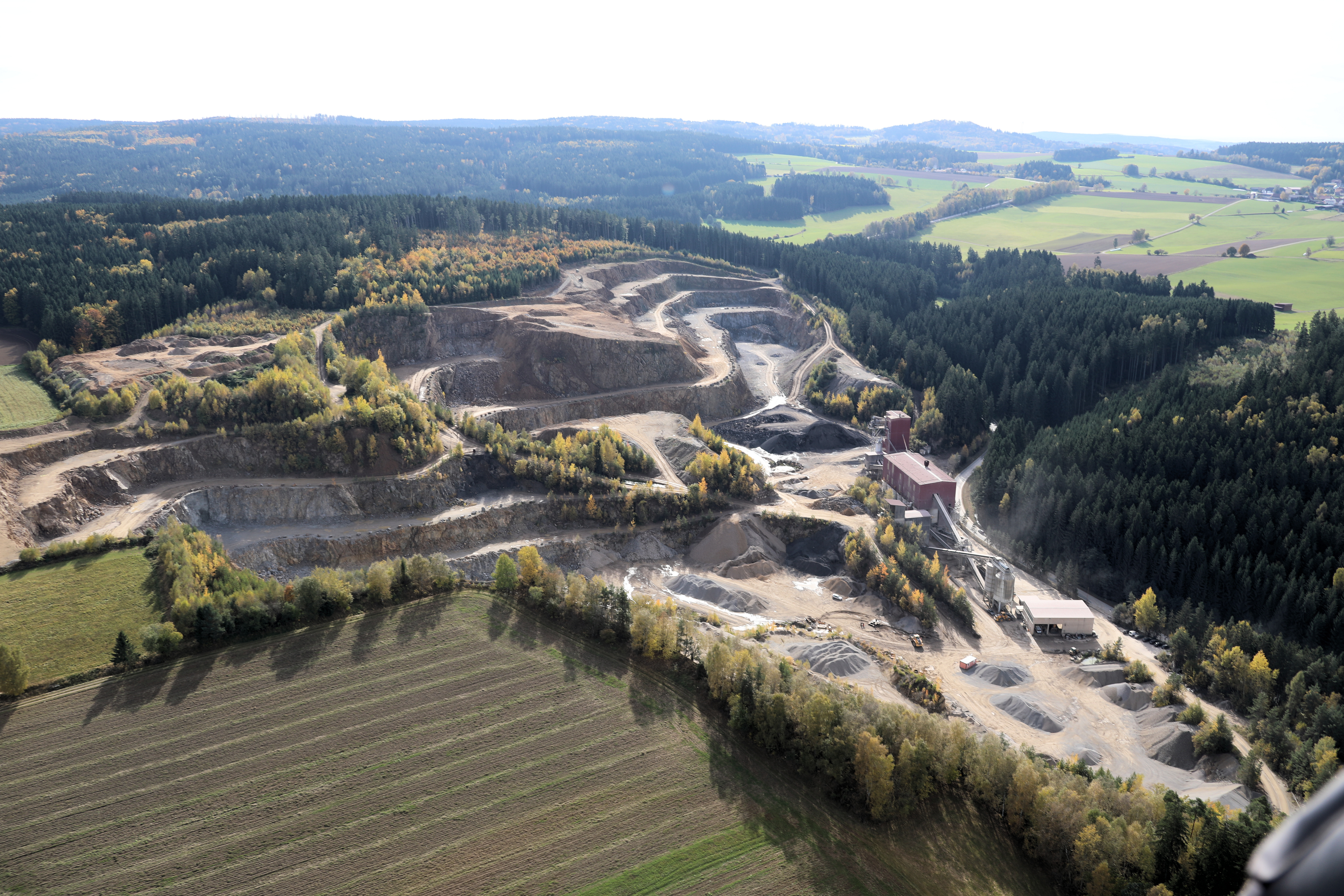
Steinbruch Böhmischbruck (2021)